# Raimo Summanen
Raimo Summanen (* 2. März 1962 in Jyväskylä) ist ein ehemaliger finnischer Eishockeyspieler und derzeitiger -trainer, der in seiner aktiven Zeit von 1981 bis 1995 unter anderem für Reipas Lahti, Ilves Tampere, HPK Hämeenlinna, TPS Turku und Jokerit Helsinki in der SM-liiga sowie die Edmonton Oilers und Vancouver Canucks in der National Hockey League gespielt hat. 

## Karriere als Spieler
Raimo Summanen begann seine Karriere als Eishockeyspieler bei Reipas Lahti, für die er in der Saison 1981/82 sein Debüt in der SM-liiga, der höchsten Spielklasse Finnlands, gab. Anschließend wurde er im NHL Entry Draft 1982 in der sechsten Runde als insgesamt 125. Spieler von den Edmonton Oilers ausgewählt. Zunächst spielte der Angreifer jedoch zwei weitere Jahre in Finnland bei Ilves Tampere, ehe er gegen Ende der Saison 1983/84 sein Debüt in der National Hockey League für die Oilers gab. In seinen drei Jahren bei den Oilers gewann er mit der Mannschaft 1984 und 1985 den Stanley Cup, jedoch bestritt Summanen in beiden Spielzeiten nicht ausreichend Spiele, um offiziell auf der Trophäe verewigt zu werden. Gegen Ende der Saison 1986/87 wurde Summanen an die Vancouver Canucks abgegeben, bei denen er sich jedoch nicht durchsetzen konnte, so dass er in den eineinhalb Jahren in Vancouver nur 19-mal in der NHL auf dem Eis stand. 
Im Jahr 1988 kehrte Summanen in seine finnische Heimat zurück, wo er einen Vertrag bei seinem Ex-Club Ilves Tampere unterzeichnete, für den er die folgenden vier Spielzeiten, unterbrochen von einem Jahr bei deren Ligarivalen HPK Hämeenlinna aktiv war. In der Saison 1992/93 wurde Summanen mit TPS Turku erstmals Finnischer Meister. Diesen Erfolg konnte er in der folgenden Spielzeit mit Jokerit Helsinki wiederholen. Die Saison 1993/94 beendete er jedoch beim SC Bern in der Schweizer Nationalliga A, seiner einzigen Station im europäischen Ausland, ehe er 1995 bei TPS Turku seine aktive Karriere beendete. Für Summanen war dies zum Abschluss der dritte Meistertitel in Finnland in Folge und der zweite mit Turku. 

### International
Für Finnland nahm Summanen an der Junioren-Weltmeisterschaft 1982, sowie den A-Weltmeisterschaften 1983, 1987, 1990, 1991 und 1995 teil. Zudem stand er im Aufgebot Finnlands bei den Olympischen Winterspielen 1984 in Sarajevo und 1992 in Albertville.

## Karriere als Trainer
Nach seiner aktiven Laufbahn wurde Summanen 2001 Cheftrainer bei Jokerit Helsinki, mit dem er bereits als Spieler Meister geworden war. Diesen Erfolg konnte er in der Saison 2001/02 wiederholen. Zudem wurde er mit der Kalevi-Numminen-Trophäe als bester Trainer der SM-liiga ausgezeichnet. Im Jahr 2003 übernahm Summanen schließlich den vakanten Posten als Trainer der Finnischen Nationalmannschaft, die er bis ins Finale des World Cup of Hockey 2004 führte, wo sein Team knapp Kanada unterlag. Aufgrund interner Streitigkeiten mit Spielern und Verbandsfunktionären wurde er nach nur einem Jahr im Anschluss an das Turnier entlassen. Sein Nachfolger wurde ausgerechnet Erkka Westerlund, den er 2001 als Trainer bei Jokerit abgelöst hatte.
In der Saison 2005/06 war er sportlicher Leiter bei den Espoo Blues, ehe er als Scout für die St. Louis Blues arbeitete. Zwischen 2008 und 2010 war er Trainer der Rapperswil-Jona Lakers.
In den Spielzeiten 2012/13 und 2013/14 war er Cheftrainer beim HIFK, ehe er im April 2014 zum HK Awangard Omsk zurückkehrte und dort bis zum Ende der Saison 2014/15 unter Vertrag stand. Anschließend war Assistenztrainer bei Espoo United aus der Mestis sowie beim HKM Zvolen aus der slowakischen Extraliga. Im Januar 2021 übernahm er das Traineramt beim HK Olimpija Ljubljana und wurde mit diesem Meister der Alps Hockey League. Im November 2021 wurde er Cheftrainer des EHC Linz aus der ICE Hockey League. Im Februar 2022 trat er von diesem Posten zurück.

## Erfolge und Auszeichnungen
| - 1982 Ilta-Sanomat Star player - 1983 Bester Torschütze der SM-liiga - 1983 SM-liiga All-Star-Team - 1984 SM-liiga All-Star-Team - 1989 SM-liiga All-Star-Team - 1989 Topscorer der SM-liiga - 1990 SM-liiga All-Star-Team - 1990 Bester Torschütze der SM-liiga | - 1990 Topscorer der SM-liiga - 1990 Lynces Academici Forward Award - 1993 Finnischer Meister mit TPS Turku - 1994 Finnischer Meister mit Jokerit Helsinki - 1995 Finnischer Meister mit TPS Turku - 2002 Finnischer Meister mit Jokerit Helsinki (als Trainer) - 2002 Kalevi-Numminen-Trophäe - 2003 IIHF-Continental-Cup-Gewinn mit Jokerit Helsinki (als Trainer) |

### International
- 1982 Topscorer bei der Junioren-Weltmeisterschaft
- 1982 Bronzemedaille bei der Junioren-Weltmeisterschaft
- 1995 Goldmedaille bei der Weltmeisterschaft
- 2004 Silbermedaille beim World Cup of Hockey mit Finnland (als Trainer)